# Nantes
Nantes (AFI: /ˈnant/; in francese /nɑ̃t/; in bretone Naoned, /ˈnãunət/) è un comune francese di 320 732 abitanti, capoluogo del dipartimento della Loira Atlantica e della regione dei Paesi della Loira. Situata nella Bretagna storica, la città è stata sede dei Duchi di Bretagna, prima dell'annessione del ducato e della città alla Francia.
I suoi abitanti si chiamano nantesi, in francese Nantais [nɑ̃ˈtɛ]. Il motto della città è "Favet Neptunus eunti" (in latino "Nettuno favorisce il viaggiatore").

## Geografia fisica

### Territorio
Posta in una vallata alluvionale della Loira, alla confluenza di molti corsi d'acqua. A nord, la pianura si eleva verso delle piccole colline della Bretagna, mentre a sud si trova l'inizio della pianura della Vandea. La maggior parte del territorio comunale si trova sulla riva nord del fiume.
A causa della sua posizione sulla confluenza e delle numerose isole e canali che vi si trovavano, Nantes è stata a lungo soprannominata la Venezia dell'ovest. La maggior parte dei canali e dei corsi d'acqua della riva nord sono stati riempiti o ricoperti nel XX secolo: le operazioni più importanti sono state la colmatura del ramo settentrionale della Loira e della zona confluente dell'Erdre, deviata ormai attraverso un canale sotterraneo.
L'agglomerato cittadino è attraversato dalla Loira, dall'Erdre, dalla Sèvre, dalla Chézine e dal Cens. Vi si trova anche un certo numero di ruscelli, per la maggior parte canalizzati e ormai generalmente sotterranei.

### Clima
| Nantes              | Mesi | Mesi | Mesi | Mesi | Mesi | Mesi | Mesi | Mesi | Mesi | Mesi | Mesi | Mesi | Stagioni | Stagioni | Stagioni | Stagioni | Anno |
| Nantes              | Gen  | Feb  | Mar  | Apr  | Mag  | Giu  | Lug  | Ago  | Set  | Ott  | Nov  | Dic  | Inv      | Pri      | Est      | Aut      | Anno |
| ------------------- | ---- | ---- | ---- | ---- | ---- | ---- | ---- | ---- | ---- | ---- | ---- | ---- | -------- | -------- | -------- | -------- | ---- |
| T. max. media (°C)  | 7,7  | 8,9  | 12,8 | 15,2 | 18,4 | 21,8 | 23,5 | 23,6 | 20,9 | 16,2 | 11,3 | 8,2  | 8,3      | 15,5     | 23,0     | 16,1     | 15,7 |
| T. min. media (°C)  | 2,2  | 2,3  | 4,2  | 6,0  | 8,7  | 11,7 | 13,5 | 13,3 | 11,7 | 8,1  | 5,1  | 2,9  | 2,5      | 6,3      | 12,8     | 8,3      | 7,5  |
| Precipitazioni (mm) | 83   | 70   | 64   | 51   | 60   | 46   | 45   | 51   | 65   | 76   | 88   | 87   | 240      | 175      | 142      | 229      | 786  |

## Origine del nome
L'origine del nome "Nantes" è ancora oggetto di dibattito tra gli storici e gli studiosi della toponomastica. Tuttavia, ci sono diverse teorie che cercano di spiegare l'etimologia del nome. La più accreditata è la derivazione del nome dal popolo gallico dei namneti. Anche l'origine del nome di questi ultimi è incerta, ma si pensa derivi dalla radice gallica nant- (fiume, torrente) o da amnites, un altro nome tribale che forse significa "uomini del fiume".
Il primo nome riportato e storicamente associato alla citta è menzionato dal geografo greco Tolomeo, che si riferì all'insediamento come Κονδηούινκον (Kondēoúinkon) e Κονδιούινκον (Kondioúinkon) nel suo trattato di Geografia. In seguito, il nome fu latinizzato durante il periodo gallo-romano come Condevincum (o Condevicnum, Condivicnum e Condivincum). Sebbene le sue origini non siano chiare, Condevincum sembra essere correlato alla parola gallica  "confluenza".
La radice Namnete del nome della città fu introdotta alla fine del periodo romano, quando divenne nota come Portus Namnetum (porto dei Namneti) e Civitas Namnetum (città dei Namneti). Come altre città della regione, il suo nome fu sostituito durante il IV secolo con uno gallico: Lutezia divenne Parigi (città dei Parisi), e Darioritum divenne Vannes (città dei Veneti). Il nome di Nantes continuò ad evolversi, diventando Nanetiæ e Namnetis durante il V secolo e arrivano all'attuale Nantes dopo il VI secolo, tramite sincope (soppressione della sillaba centrale).

## Storia

### Antichità e medioevo
La città è di probabile origine celta; anche se la sua esatta localizzazione prima della colonizzazione romana è sconosciuta. Fu cristianizzata in epoca tardoimperiale, nel III secolo, e divenne sede vescovile. Due martiri sono all'origine della cristianizzazione di Nantes: san Donaziano (saint Donatien) e san Rogaziano (Saint Rogatien).
Un vescovo importante del VI secolo fu san Felice (saint Félix), un amico di Venanzio Fortunato, vescovo di Poitiers e poeta. Il canale Saint-Félix risale a quest'epoca.
La città e la contea saranno a lungo contese, poi infine annesse alla Bretagna da Hoël di Cornovaglia, conte di Nantes, salito al trono ducale nel 1066.

### Secoli XVI, XVII, XVIII
Dopo una lunga guerra feudale, Carlo VIII, re di Francia, entrò nella città di Nantes nel 1491 e sposò la duchessa Anna nel 1492. Anche il suo successore, Luigi XII, sposò la duchessa, e la loro figlia, Claudia, fu la sposa del successivo re, Francesco I. La Bretagna e Nantes furono annesse alla Francia nel 1532. Durante i secoli XVI-XVIII, il capoluogo della provincia di Bretagna fu Rennes, sede del Parlamento e degli Stati.
L'Editto di Nantes, che garantiva la libertà di culto ai protestanti francesi, fu firmato nella città nel 1598.
L'epoca d'oro di Nantes iniziò a profilarsi fin dal XVI secolo, con lo sviluppo dei traffici atlantici e la costante ascesa del porto, che, all'inizio del Settecento, era il più importante scalo francese, nonostante la lontananza dal mare (quasi 50 km), fondando la sua prosperità sul commercio triangolare.
Durante le guerre di Vandea, Nantes rimase repubblicana, nonostante un assedio degli insorti monarchici condotti da François Charette de la Contrie e Jacques Cathelineau nel 1793.

### Secoli XIX e XX
Nel 1908, i comuni di Chantenay-sur-Loire e Doulon furono annessi a Nantes, aumentando il territorio comunale.
Nel 1926, i rami della Loira che attraversavano la città furono colmati, eliminando così i problemi causati dalle frequenti inondazioni.
Durante la Seconda Guerra Mondiale, Nantes fu occupata dalle truppe tedesche e subì diversi attacchi aerei da parte degli Alleati. Nel 1941, un attentato della Resistenza contro un ufficiale tedesco causò la fucilazione di 50 ostaggi, che vennero prelevati dalle carceri della città e giustiziati. Oggi una grande via di Nantes porta il nome di Cours des Cinquante Otages in loro memoria.
Il 16 settembre 1943, un pesante bombardamento aereo distrusse gran parte del centro storico della città, causando gravi danni. Tuttavia, molte delle antiche architetture sono state ricostruite dopo la guerra, incluso il castello dei duchi di Bretagna, che ora ospita il Museo di Nantes.

### Nantes e la Bretagna
La questione dell'appartenenza amministrativa di Nantes, e più in generale della Loira Atlantica, alla regione Bretagna è regolarmente oggetto di dibattiti appassionati. Nantes fu la più grande città di quello che fu una volta il paese e la provincia di Bretagna, appartenenza che è sempre stata un elemento costitutivo della sua identità. La città si chiama d'altronde Naoned in bretone e Naunnt in gallo.
Storicamente, i legami della regione di Nantes e della Bretagna sono evidenti, al punto che si videro i duchi di Bretagna fare di Nantes il loro luogo di residenza principale, come testimonia ancora oggi la presenza del Castello dei duchi di Bretagna nel cuore della città. Nel 1789, la soppressione delle antiche province e la creazione dei dipartimenti suddivise la Bretagna storica in cinque dipartimenti, e la Loira Atlantica fu uno di questi.
Nel XX secolo, i successivi raggruppamenti dipartimentali (regioni economiche create nel 1941 attraverso il regime di Vichy, regioni di programmazione del 1955 trasformate ulteriormente in regioni amministrative) separarono ogni volta la Loira Atlantica dagli altri dipartimenti bretoni. Nantes è dunque ancora attualmente inserita amministrativamente nella regione dei Paesi della Loira (ne è il capoluogo), ma il dibattito politico persiste: quelli che sono a favore di questa misura dicono che questo cambiamento fa parte della storia della città, mentre gli oppositori portano argomenti spesso di carattere economico. Inoltre, molti abitanti della città e del dipartimento sono immigranti di origine bretone. Bisogna notare che i funzionari locali sono stati quasi sistematicamente favorevoli alla riunione della Loira Atlantica alla regione amministrativa della Bretagna fino al XXI secolo, particolarmente tra le generazioni più anziane. Ma oggi, la maggioranza degli abitanti della città non accetta questa riunione, secondo gli ultimi sondaggi.
La questione linguistica è ugualmente spinosa. Nell'est della Bretagna, e in particolare nelle grandi città (Rennes come Nantes), il francese o dei derivati della lingua d'oïl hanno da tempo più influenza del bretone. Così, le campagne del territorio di Nantes hanno conosciuto meglio il gallo del bretone, cosa non avvenuta allo stesso modo nel resto del dipartimento: Guérande ad esempio è sempre stata una enclave parlante il bretone. Tuttavia, la volontà di ritrovare delle radici storiche e culturali spinge molti nantesi a imparare e a praticare il bretone, o a farlo imparare ai loro bambini. Esiste una scuola che dal 1978 propone un insegnamento interamente in bretone, nonché altre che dal 1998 accolgono i bambini in un contesto bilingue.
Tali esempi restano tuttavia delle eccezioni e il bretone non è parlato a Nantes, a differenza delle altre città della Bretagna storica.

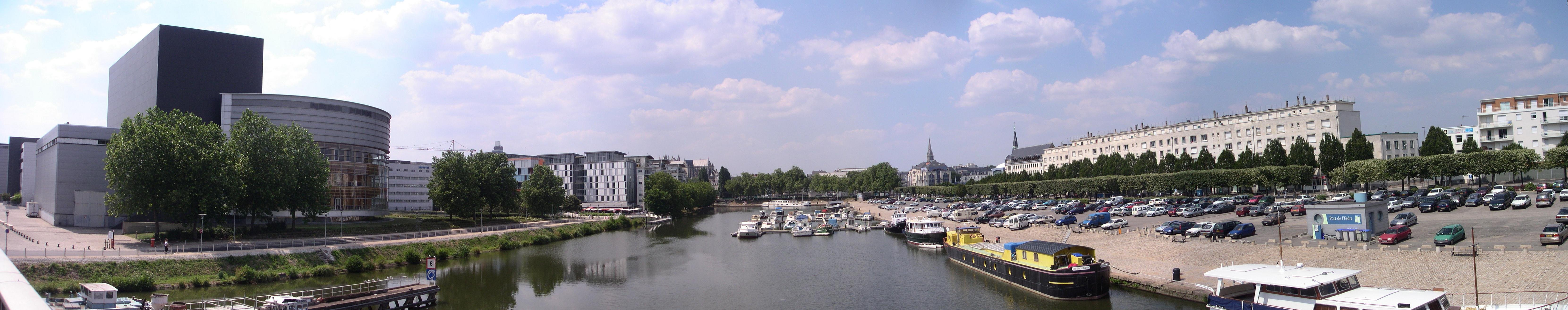
Panorama del Canale Saint-Félix visto dal ponte di Tbilissi; a sinistra, la Cité des Congrès, luogo della Folle Journée

### Simboli
Uno dei simboli più riconoscibili della città è il castello dei duchi di Bretagna, situato nel cuore del centro storico di Nantes. Questo edificio, costruito nel XV secolo, è stato per lungo tempo la residenza dei duchi di Bretagna e costituisce oggi uno dei principali monumenti della città. Il castello è caratterizzato da una grande torre cilindrica e da una serie di cortili e giardini, che lo rendono un luogo ideale per passeggiare e godere della bellezza dell'architettura storica.
Un altro simbolo di Nantes è la cattedrale di San Pietro e San Paolo, situata sulla piazza principale della città. Questa cattedrale, costruita tra il XV e il XIX secolo, rappresenta un importante esempio di architettura gotica francese. All'interno della cattedrale si trovano numerose opere d'arte e reliquie, tra cui una delle tuniche indossate da San Luigi.
Un altro simbolo di Nantes è l'Elephant, un'enorme macchina animatronica che si muove attraverso le strade della città. Questo "elefante meccanico" è stato costruito nel 2007 come parte di un progetto artistico e culturale e rappresenta un'attrazione turistica popolare.
Infine, il fiume Loira è un altro simbolo importante della città di Nantes. Questo fiume, che attraversa la città, ha svolto un ruolo fondamentale nella storia della regione dei Paesi della Loira, sia come via commerciale che come fonte di energia idroelettrica. Oggi, il fiume è un luogo ideale per passeggiare e godere della vista dei suoi paesaggi naturali e delle sue numerose attrazioni turistiche.

## Monumenti e luoghi d'interesse

### Architetture religiose
Tra i monumenti più noti spicca la cattedrale di San Pietro e San Paolo, un'imponente opera di architettura gotica iniziata nel XIII secolo, che si caratterizza per le sue linee monumentali e la splendida facciata in pietra.
La basilica di San Nicola, costruita tra il XV e il XVI secolo, è invece un'altra chiesa di grande impatto: la facciata, che mescola elementi di stile gotico e rinascimentale, è arricchita dalle suggestive torri a cupola.
La chiesa di Sainte-Croix, edificio romanico dell'XI secolo situato nel centro storico di Nantes, la cui facciata in stile gotico e gli interni ricchi di opere d'arte sacra rendono l'edificio molto affascinante.
La chiesa di Notre Dame de Bon Port, gioiello barocco costruito tra il XVII e il XVIII secolo sull'isola di Nantes, sorprende per la sua facciata molto decorata e l'arredo sontuoso degli interni.

### Architetture civili
L'architettura civile di Nantes è caratterizzata dallo stile neo-classico, che fiorì soprattutto durante il XVIII secolo. La città di Nantes fu influenzata dallo stile delle grandi città francesi, in particolare da Parigi.
Tra gli edifici più importanti in stile neo-classico vi è il castello dei duchi di Bretagna, situato nel cuore della città. L'edificio, costruito tra il XV e il XVIII secolo, fu restaurato durante il XIX secolo in stile neo-classico. Questo palazzo è uno dei migliori esempi di architettura civile di Nantes.
Un altro esempio di architettura civile in stile neo-classico è la casa Graslin, situata al centro della città. Questo edificio fu costruito nel XVIII secolo ed è uno dei più pregevoli esempi di architettura civile del periodo.
L'architettura civile di Nantes si evolve nel corso del XIX secolo ed entra nel secolo successivo con lo stile Art Nouveau. Questo stile si caratterizza per le sue forme floreali e sinuose, che conferiscono all'architettura un'atmosfera fiabesca.
Tra i più bei esempi di architettura civile in stile Art Nouveau vi è la villa La Roseraie, situata nella periferia di Nantes. Costruita nel 1901 da un architetto locale, questa villa si caratterizza per i suoi ricchi decori in ferro battuto e per i suoi motivi floreali.
Un altro esempio di architettura civile in stile Art Nouveau è l'edificio della banca postale di Nantes. Questo edificio fu costruito nel 1900 e si caratterizza per le sue forme sinuose e per i suoi decori floreali.
In generale, l'architettura civile di Nantes si distingue per una grande varietà di stili, dai più classici ai più moderni. Grazie a questa grande ricchezza artistica, la città di Nantes è diventata uno dei luoghi più suggestivi della Francia, una città incantevole da scoprire.

### Architetture militari
Nantes è stata una città fortificata per gran parte della sua storia, grazie alla sua posizione strategica sul fiume Loira. Tuttavia, molte delle architetture militari che un tempo si trovavano in città sono scomparse nel corso del tempo.
Il Castello dei Duchi di Bretagna, costruito tra il XIII e il XV secolo, rappresenta una delle architetture militari più importanti di Nantes. Questa fortezza serviva come dimora dei duchi di Bretagna ed è ora uno dei principali punti turistici della città, poiché il museo interno espone la storia della Bretagna e della città di Nantes.
Alle spalle del Castello dei Duchi di Bretagna, si trovano le Torri di Jeanne d'Arc, che facevano originariamente parte delle fortificazioni medievali della città. Ricostruite nel XIX secolo come memoriale alla vita di Jeanne d'Arc, le torri ospitano un museo dedicato alla sua vita.
Il Forte di Port-Boyer, costruito nel XVII secolo per la protezione dell'ingresso del fiume Loira, rappresenta un altro edificio militare di Nantes. Dopo essere stato smantellato nel 1940, è stato successivamente utilizzato come centro di addestramento per la gendarmeria.
Infine, l'Isola di Noirmoutier, situata al largo della costa di Nantes, ospita il Castello di Noirmoutier, una fortezza medievale costruita nel IX secolo che è stata ampliata e ristrutturata nel corso dei secoli. Questa fortificazione, che rappresentava una delle principali difese della costa occidentale francese, è ora aperta ai visitatori, offrendo una vista mozzafiato sull'Oceano Atlantico.

## Società

### Evoluzione demografica
Nantes è il centro di un agglomerato di più di 580.000 abitanti ed è considerata, insieme all'area di Saint-Nazaire, la metropoli del grande ovest francese, con più di 805.000 abitanti. Negli anni novanta, è stata, fra le città transalpine, quella la cui popolazione è cresciuta maggiormente.
Abitanti censiti

### Etnie e minoranze straniere
Nantes, come molte altre grandi città francesi, è un luogo dove si sono stabiliti negli anni molte comunità di immigrati provenienti da diverse parti del mondo. Queste comunità costituiscono oggi una parte significativa della popolazione della città.
Le etnie più rappresentate a Nantes sono quelle africane, in particolare quelle provenienti dall'Africa occidentale e centrale, come Senegal, Mali, Costa d'Avorio e Camerun. Inoltre, ci sono anche numerose comunità di origini magrebine, in particolare dal Marocco, dall'Algeria e dalla Tunisia. Tra le altre etnie rappresentate a Nantes ci sono anche comunità di origini asiatiche, come quelle cinesi e vietnamite, e comunità di origine sudamericana, in particolare brasiliana.
Oltre alle comunità immigrate, a Nantes ci sono anche diverse minoranze straniere, come ad esempio i rifugiati politici provenienti da paesi in guerra o in situazioni di conflitto, e le comunità di studenti internazionali. Inoltre, a Nantes ci sono anche numerose organizzazioni e associazioni che si occupano di promuovere la cultura e le tradizioni delle diverse comunità presenti in città, attraverso l'organizzazione di eventi e manifestazioni culturali.

### Lingue e dialetti
La lingua predominante a Nantes è il francese. Tuttavia, a causa della presenza di numerose comunità di immigrati e dell'influenza storica delle lingue regionali, a Nantes sono presenti anche altre lingue e dialetti.
Uno dei dialetti più diffusi a Nantes è il gallo, una lingua romanza parlata nella regione della Bretagna. Il gallo è stato storicamente parlato nella regione per molti secoli, ed è ancora oggi una parte importante della cultura bretone. Tuttavia, l'uso del gallo è diminuito nel corso degli anni, e oggi viene parlato solo da una minoranza di persone a Nantes.
Oltre al gallo, a Nantes sono presenti anche altre lingue regionali, come il bretone, una lingua celtica parlata principalmente in Bretagna, e l'angevin, un dialetto della lingua d'oïl parlato nella regione dell'Angiò.
Inoltre, a causa della presenza di numerose comunità di immigrati, a Nantes sono presenti anche altre lingue straniere, come l'arabo, il cinese, il portoghese e molte altre.
Nonostante la predominanza del francese, la diversità linguistica di Nantes è un aspetto importante della sua cultura e della sua storia. La città si impegna a preservare e promuovere le lingue e i dialetti regionali, attraverso l'organizzazione di eventi e manifestazioni culturali e l'inclusione di queste lingue nei programmi scolastici.

### Religione
A Nantes la maggioranza della popolazione segue la religione cattolica. Tuttavia, negli ultimi decenni la città ha visto una crescente diversità religiosa, con la presenza di diverse altre religioni.
Tra le altre religioni presenti a Nantes ci sono l'Islam, l'Ebraismo, il Protestantesimo, il Buddhismo, l'Induismo e il Sikhismo. Le comunità religiose sono spesso rappresentate da luoghi di culto, come moschee, sinagoghe, chiese e templi.
La città di Nantes ha una lunga storia di tolleranza religiosa e di libertà di culto. Durante il periodo della Rivoluzione francese, la città ha sperimentato un notevole cambiamento religioso, con la soppressione delle istituzioni ecclesiastiche e la promozione della laicità. Tuttavia, negli ultimi anni, sono state promosse politiche di inclusione e rispetto per le diverse religioni, al fine di garantire la libertà di culto per tutti.
Inoltre, la città di Nantes organizza eventi e manifestazioni culturali che promuovono la diversità religiosa e la tolleranza. Questi eventi sono finalizzati a far conoscere le diverse religioni presenti in città e a favorire il dialogo interreligioso.

### Tradizioni e folclore
Nantes ha una ricca tradizione e folclore, che si riflette in numerose manifestazioni culturali e festività popolari.
Uno degli eventi più importanti è la "Fête des Ducs", che si svolge ogni anno a fine agosto per celebrare la storia della città. Durante questa festa, si svolgono numerose attività, tra cui spettacoli di fuochi d'artificio, concerti, sfilate di costumi storici e un grande mercato medievale.
Un'altra manifestazione popolare molto nota è la "Fête de la Musique", che si tiene il 21 giugno di ogni anno. Durante questa festa, le strade di Nantes sono animate da numerosi concerti di ogni genere musicale, che si svolgono in diversi luoghi della città.
Tra i costumi tradizionali della regione, spicca quello della "vendéenne", che consiste in un abito femminile a righe bianche e blu con un grande cappello. Questo abito era originariamente indossato dalle donne che vivevano nella regione della Vandea, situata a sud di Nantes.
Infine, uno degli eventi più importanti per la cultura bretone, presente anche a Nantes, è la festa di San Giovanni Battista, patrono della Bretagna, che si celebra il 24 giugno di ogni anno. Durante questa festa, si svolgono numerose attività, tra cui balli e canti tradizionali brettoni e l'accensione di grandi falò in onore del santo.

### Istituzioni, enti e associazioni
Nantes ospita numerose istituzioni, enti e associazioni di rilevanza regionale e nazionale.
Tra le istituzioni pubbliche presenti nella città, spiccano la sede del Consiglio regionale dei Paesi della Loira e la sede della Prefettura della Loira Atlantica, responsabile dell'amministrazione e della gestione degli affari pubblici nella regione.
Inoltre, Nantes è sede di importanti istituzioni culturali, come il Museo di Belle Arti, il Centro Culturale Le Lieu Unique e il Teatro Graslin. Questi luoghi ospitano numerose mostre, spettacoli teatrali, concerti e eventi culturali di vario genere.
Tra le associazioni presenti a Nantes, spicca la Fondazione Internazionale della Residenza d'Artista, che offre un sostegno economico e logistico a artisti e creativi provenienti da tutto il mondo.
Infine, Nantes ospita anche diverse sedi di grandi aziende, tra cui Airbus, e numerose organizzazioni non governative e associazioni di volontariato che si occupano di questioni sociali, ambientali e umanitarie.

### Qualità della vita
La qualità della vita a Nantes è stata spesso elogiata da vari organismi indipendenti e testate giornalistiche.
Nantes è stata insignita del titolo di "European Green Capital" nel 2013, riconoscimento conferito dalla Commissione Europea alle città che si sono distinte per le politiche ambientali sostenibili e innovative. Inoltre, la città è stata classificata al quinto posto nella lista delle "città più vivibili al mondo" stilata dal "Monocle's Quality of Life Survey" nel 2019.
La città offre una vasta gamma di servizi e infrastrutture pubbliche, tra cui una rete di trasporti pubblici efficiente e sostenibile, numerosi parchi e spazi verdi, una grande varietà di attività culturali e di intrattenimento, e un sistema sanitario di alta qualità.
Inoltre, la città ha avviato diversi programmi per migliorare la qualità della vita dei suoi cittadini, come l'iniziativa "Nantes Capitale Verte", che mira a promuovere la biodiversità urbana e la gestione sostenibile dell'acqua, e il progetto "Nantes Métropole Habitant", che prevede la partecipazione attiva dei cittadini nella definizione delle politiche pubbliche.
Si può notare come Nantes sia generalmente considerata una città con un'ottima qualità della vita, ma è importante tenere presente che le posizioni nella classifica possono variare a seconda dei criteri di valutazione adottati dagli organismi.

## Media
Il principale quotidiano cittadino è Presse-Océan, fondato nell'agosto 1944 come La Résistance de l'Ouest come rimpiazzo dello storico Le Phare de la Loire, chiuso dalle autorità partigiane per collaborazionismo.

## Amministrazione
L'attuale sindaco di Nantes è Johanna Rolland, eletto dal consiglio comunale nel 2012 dopo che il sindaco in carica, Jean-Marc Ayrault, era stato nominato Primo Ministro. Ayrault era sindaco ininterrottamente dal 1989.

### Intercomunalità
Nantes appartiene alla comunità urbana, chiamata Nantes Métropole, insieme a 23 comuni vicini.

### Cantoni
Fino alla riforma del 2014, il territorio comunale della città di Nantes era ripartito in 11 cantoni, ciascuno comprendente una parte della città, con l'eccezione del cantone Nantes-10 che oltre ad una parte della città includeva anche il comune di Saint-Sébastien-sur-Loire.
A seguito della riforma approvata con decreto del 25 febbraio 2014, che ha avuto attuazione dopo le elezioni dipartimentali del 2015, il territorio comunale della città di Nantes è stato ripartito in 7 cantoni
- Cantone di Nantes-1
- Cantone di Nantes-2
- Cantone di Nantes-3
- Cantone di Nantes-4
- Cantone di Nantes-5
- Cantone di Nantes-6
- Cantone di Nantes-7

Nessun altro comune è incluso nei suddetti cantoni.

### Stemma
Di rosso, alla nave d'oro, equipaggiata e banderuolata d'armellino, fluttuante sopra un mare di verde, ondato d'argento, movente dalla punta; al capo d'armellino.
Motto: "Favet Neptunus eunti" (Nettuno favorisce coloro che viaggiano, oppure, Nettuno sorride a coloro che osano). L'ermellino è tradizionalmente attribuito alla Bretagna, di cui Nantes è la capitale storica.
Lo scudo è sovrastato da una corona civica muraria e circondato ai lati da due rami di palma.
Dalla punta dello scudo pendono le onorificenze di cui la città è insignita: da sinistra a destra, la Croce di Compagno dell'Ordine della Liberazione e la Croce di Guerra 1939-1945, aggiunte dopo il conferimento.
I colori della città sono il bianco e il nero.

### Gemellaggi
Nantes è gemellata con:
- Acireale
- Saarbrücken, dal 1965
- Jacksonville, dal 1985
- Cardiff, dal 1964
- Seattle, dal 1980
- Tbilisi, dal 1979
- Cochabamba, dal 1999
- Niigata, dal 2009
- Recife, dal 2003
- Durban, dal 2004
- Agadir, dal 1993
- Rufisque, dal 1992
- Qingdao, dal 2005
- Dschang, dal 2002
- Cluj-Napoca, dal 1991
- St. Martinville, dal 1993
- Gerico, dal 2001
- Desdunes, dal 2005
- Pétionville, dal 2005

Nantes ha inoltre stretto, nel 1992, un accordo di partenariato con la Guinea.

## Cultura

### Manifestazioni
- Festival dei tre continenti,
- Royal de Luxe
- La Folle Journée, manifestazione musicale, organizzata dal 1995 da René Martin (anche responsabile del Festival de La Roque-d'Anthéron), altre Folle Journée sono organizzate a Bilbao, Lisbona e Tokyo.
- Il Utopiales, Festival internazionale di fantascienza,
- Il carnevale de la mezza Quaresima,
- Les Allumées,
- Les Floralies,
- Natura,
- Archibat,
- La fiera internazionale,
- Le manifestazioni Fin de siècle,
- Les Rendez-vous de l'Erdre,
- Il festival Tissé Métisse,
- La Primavera delle Arti,
- I festival del cinema tedesco, spagnolo, britannico e italiano al Katorza.
- Il festival Scopitone

### Nantes nell'arte
- Il porto di Nantes è il titolo di un famoso quadro di Renato Birolli, quadro compreso nella Collezione Verzocchi, attualmente nella Pinacoteca Civica di Forlì

## Geografia antropica

### Urbanistica
Nantes è una città costruita «in orizzontale»: infatti, le torri HLM di grande altezza sono molto meno numerose che nelle altre grandi città francesi, della superficie edificata. Ciò non impedisce che la Torre di Bretagna, nel centro della città, sia alta 144 m e la piramide del solco di Bretagna, nel vicino comune di Saint-Herblain, sia alta 90 m su 200 m circa di larghezza.
Uno dei più grandi progetti urbanistici della città è stato la creazione del quartiere Beaulieu negli anni settanta. Tale progetto consisteva nel creare un grande quartiere di affari internazionali dal lato est dell'isola di Nantes, comprendente uffici e appartamenti. Ma la mancanza di attrattività del progetto per le imprese e la crisi economica hanno comportato un cambiamento di indirizzo e hanno ridimensionato le ambizioni. Solamente una parte del progetto iniziale ha potuto essere realizzata per divenire solo un quartiere residenziale tagliato dal centro della città. Il Tripode, uno dei grandi edifici di uffici del quartiere, è stato d'altronde distrutto il 27 febbraio 2005, in particolare a causa del forte tasso di amianto presente nella sua struttura.
L'isola di Nantes è attualmente l'oggetto di un'ampia operazione di rinnovamento urbano, diretta dall'équipe di Alexandre Chemetoff. Si tratta di ridare attrattività a questo spazio situato non lontano dal centro della città, che si trova ad essere tra le altre cose uno dei numerosi antichi quartieri operai di Nantes (i cantieri navali erano collocati non lontano, come alcune imprese siderurgiche - Alsthom), e di una parte del quartiere Beaulieu, in particolare sul luogo del Tripode, oggi distrutto.
Una parte del quartiere Pré-Gauchet/Malakoff (che è attualmente oggetto di un Grande Progetto di Città, o GPV), il luogo dove sorgeva il Tripode e l'est du Champs de Mars, formeranno il quartiere Euronantes, quartiere europeo d'affari in cui si costruirà un hotel di lusso, degli uffici, degli appartamenti e delle attrezzature sportive e per il divertimento. Si aggiungeranno alla stazione TGV, alla sede sociale del CIO (banca), alla città dei congressi e alla sede della Nantes Métropole (la comunità urbana) già esistenti.

## Economia
L'economia di Nantes è molto diversificata, con una presenza significativa di imprese nei settori manifatturiero, dell'informatica, dell'energia, del turismo e dell'agroalimentare. Inoltre, la città è un importante centro per la ricerca scientifica e tecnologica, grazie alla presenza di importanti università e centri di ricerca.
Il settore manifatturiero è uno dei principali motori dell'economia di Nantes, con numerose imprese attive nella produzione di macchinari industriali, elettronica, tecnologia medica e attrezzature aeronautiche. Nantes ospita anche una filiale di Airbus, uno dei principali produttori di aerei del mondo, che impiega circa 6.000 persone nella regione.
Nantes è anche un importante centro per l'industria dell'informatica e delle tecnologie dell'informazione, con numerose startup e imprese attive nel settore dell'intelligenza artificiale, dei dati, del software e dell'e-commerce. La città è sede di numerose incubatrici di startup, acceleratori di imprese e centri di innovazione, che attraggono imprenditori e investimenti da tutto il mondo.
Il settore dell'energia è un'altra importante fonte di occupazione e di investimenti per l'economia di Nantes, con numerose imprese attive nella produzione di energie rinnovabili, tra cui l'energia eolica offshore, solare e idroelettrica. La città ospita anche un centro di ricerca e sviluppo per le energie rinnovabili, che è uno dei principali dell'Europa.
Il turismo è un altro settore chiave dell'economia di Nantes, grazie alla sua posizione geografica favorevole, ai numerosi monumenti storici, ai parchi naturali e ai siti culturali della regione. Nantes accoglie ogni anno milioni di visitatori provenienti da tutto il mondo, che contribuiscono in modo significativo all'economia locale.

### Turismo
- Principali monumenti della città:

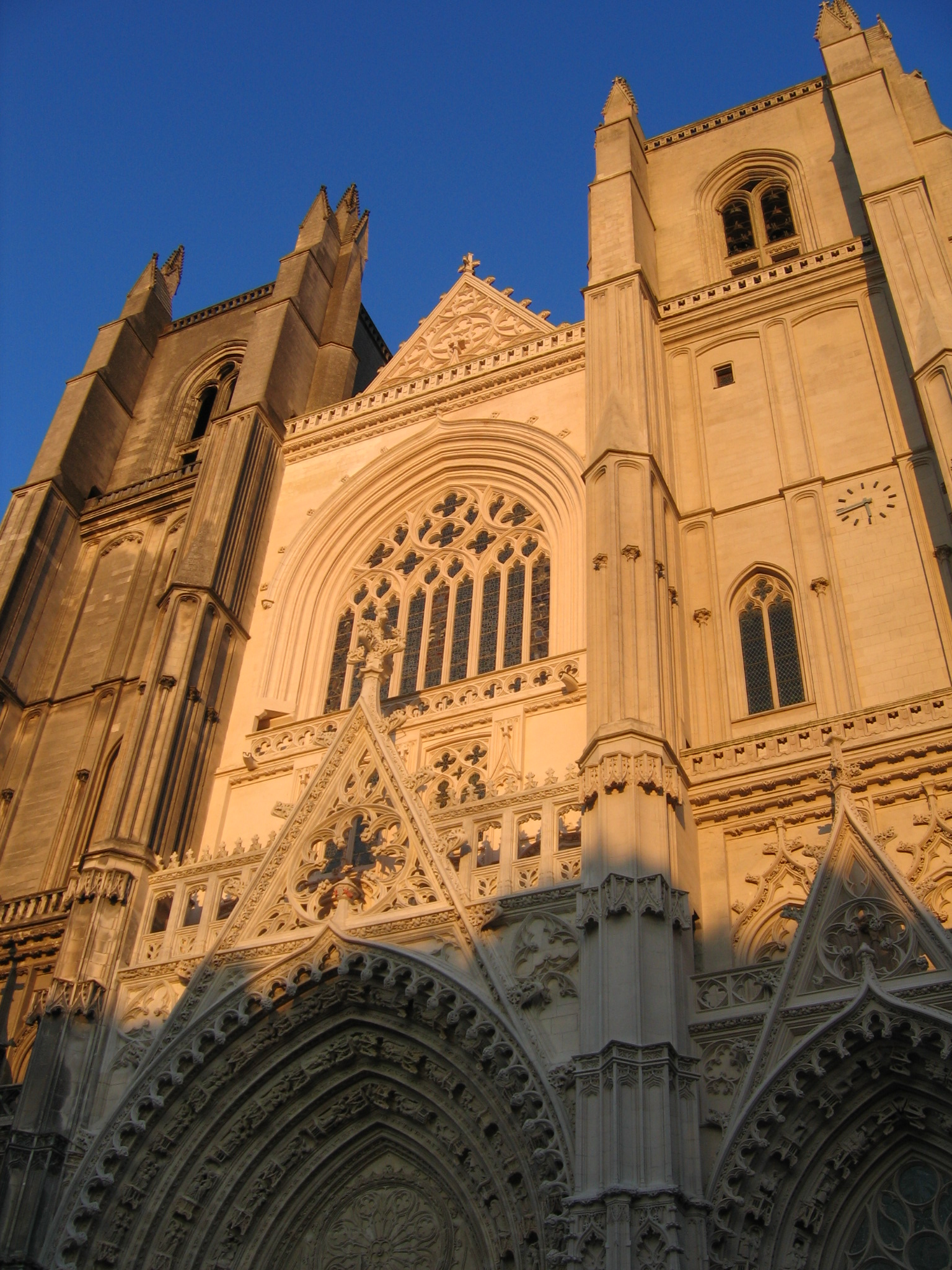
La Cattedrale di Nantes

  - Castello di Nantes o Castello dei duchi di Bretagna (Château des Ducs de Bretagne), del XV secolo
  - Casa comunale (XVII secolo)
  - Casa della Prefectura (XVIII secolo)
  - Teatro Graslin (XVIII secolo)
  - Cattedrale dei Santi Pietro e Paolo. Grandioso edificio tardo gotico del XV secolo.
  - Chiese:
    - Saint Nicolas
    - Sainte Thérèse
    - Sainte Croix (XVII secolo)
    - Notre Dame de Toute Joie
    - Saint Félix
    - Saint Similien

  - Passage Pommeraye (XIX secolo)
  - Il Lieu Unique, LU, prima fabbrica dei biscotti LU (Lefèvre-Utile)
  - Lo stadio La Beaujoire (1984)
  - La Torre di Bretagna (1972)
- Giardini
  - Il Jardin des Plantes (giardino botanico)
  - Il Parco di Procé
  - Il Parco del Grand-Blottereau
  - Isola di Versailles (giardino giapponese)

## Infrastrutture e trasporti

### Ferrovie
La stazione di Nantes è situata lungo la ferrovia Tours-Saint-Nazaire ed è il capolinea delle linee per Saintes e Châteaubriant.

### Aeroporti
La città è servita dall'Aeroporto di Nantes Atlantique.

## Sport
- Football Club de Nantes (FCN) - Calcio, Ligue 1:
  - Champion de France: 1965, 1966, 1973, 1977, 1980, 1983, 1995, 2001
  - Coupe de France: 1979, 1999, 2000, 2022

Il FCN è uno dei più importanti club francesi ed era una delle migliori squadre d'Europa negli anni 1990.
- L'Hermine de Nantes - Pallacanestro, Pro B.
- HBC Nantes - Pallamano, Division 1.
- Nantes Rezé Métropole Volley - Pallavolo, Ligue A.
- Dockers de Nantes - Football americano, Division 3:
  - Casco d'Argento: 2003
  - Ouest Bowl: 1996, 2000, 2001, 2002, 2003, 2004, 2006

A Nantes ha inoltre sede la International Table Soccer Federation (abbreviata come ITSF) che gestisce tornei di Calciobalilla in tutto il mondo.

## Educazione
La città di Nantes può contare su alcuni centri accademici d'eccellenza.
- Audencia è una business school, altamente riconosciuta a livello internazionale per l'istruzione e la ricerca nel campo del Business e del Management.[17] Inoltre, fa parte del ristretto gruppo di istituti con triplo accreditamento EQUIS, AACSB e AMBA.[17][18]
- École centrale de Nantes
- École pour l'informatique et les nouvelles technologies
- E-Artsup
- Institut supérieur européen de gestion group
- Institut supérieur européen de formation par l'action